# Бурильщиков
Бурильщиков — поселок в Киреевском районе Тульской области в составе Шварцевского сельского поселения.

## География
Находится в центральной части Тульской области на расстоянии приблизительно 15 км на север по прямой от города Киреевск, административного центра района.

## История
Отмечен был уже только на карте 1989 года.

## Население
Постоянное население составляло 17 человек (русские 100 %) в 2002 году, 16 в 2010.